# ساتیاگراها (فیلم)
ساتیاگراها (به هندی: Satyagraha) یا در جستجوی حقیقت و عدالت فیلمی محصول سال ۲۰۱۳ و به کارگردانی پراکاش جها است. در این فیلم بازیگرانی همچون آمیتاب باچان، اجی دیوگن، کارینا کاپور، آرجون رامپال، مانوج باجپایی، آمریتا رایو، موگدا گودسه، ایندرانیل سنگوپتا، ناتاسا استانکوویچ ایفای نقش کرده‌اند.